# 格洛湖
52°05′49″N 14°11′42″E / 52.097°N 14.195°E
格洛湖（德語：Glower See），是德國东北部的湖泊，由勃蘭登堡州負責管轄，處於奧得-施普雷縣，面積1.3平方公里，海拔高度40米，最大水深3.6米。